# Authon-Ébéon
Authon-Ébéon é uma comuna francesa na região administrativa da Nova Aquitânia, no departamento de Charente-Maritime. Estende-se por uma área de 11,65 km². Em 2010 a comuna tinha 387 habitantes (densidade: 33,2 hab./km²).